# Säby, Ramdala socken
Säby är en by i utkanten av Ramdala, Karlskrona kommun. Där finns en fotbollsplan där som heter Säbyvallen. Fotbollsplanen är Ramdala IF:s hemmaplan. Det finns även en förskola som heter Silvertärnan.